# Паго-Паго
Паго-Паго (англ. Pago Pago) — адміністративний центр Американського Самоа.
Місто розташоване на острові Тутуїла. Висота над рівнем моря становить 3 метри. Станом на 2001 рік населення становило 15 000 чоловік. Основу економіки міста становить туризм, рибальство, харчова промисловість (виробництво консервованого тунця). Поряд розташований Міжнародний аеропорт Паго-Паго. В період з 1878—1951 рр. на у місті розташовувалась воєнно-морська та ремонтна база ВМС США.
29 вересня 2009 року неподалік від Самоа відбувся землетрус, внаслідок якого утворилось цунамі, яке досягнуло Паго-Паго. Цунамі спричинило незначні руйнації. Про жертви від цунамі не повідомлялось.

## Клімат
Місто розташоване у зоні, котра характеризується вологим тропічним кліматом. Найтепліший місяць — березень із середньою температурою 28.2 °C (82.8 °F). Найхолодніший місяць — липень, із середньою температурою 26.8 °С (80.3 °F).
| Клімат Паго-Паго        | Клімат Паго-Паго | Клімат Паго-Паго | Клімат Паго-Паго | Клімат Паго-Паго | Клімат Паго-Паго | Клімат Паго-Паго | Клімат Паго-Паго | Клімат Паго-Паго | Клімат Паго-Паго | Клімат Паго-Паго | Клімат Паго-Паго | Клімат Паго-Паго | Клімат Паго-Паго |
| Показник                | Січ.             | Лют.             | Бер.             | Квіт.            | Трав.            | Черв.            | Лип.             | Серп.            | Вер.             | Жовт.            | Лист.            | Груд.            | Рік              |
| Абсолютний максимум, °C | 35               | 35,6             | 35               | 35               | 33,9             | 32,8             | 32,8             | 33,3             | 33,3             | 34,4             | 35               | 34,4             | 35,6             |
| Середній максимум, °C   | 30,9             | 31,1             | 31,2             | 30,8             | 30,1             | 29,4             | 29               | 29,1             | 29,6             | 29,9             | 30,3             | 30,8             | 30,2             |
| Середня температура, °C | 28,1             | 28,2             | 28,2             | 28               | 27,6             | 27,2             | 26,8             | 26,8             | 27,2             | 27,4             | 27,8             | 27,9             | 27,6             |
| Середній мінімум, °C    | 25,2             | 25,3             | 25,3             | 25,2             | 25,2             | 24,9             | 24,6             | 24,6             | 24,8             | 24,9             | 25,2             | 25,2             | 25               |
| Абсолютний мінімум, °C  | 19,4             | 19,4             | 19,4             | 20               | 18,9             | 17,8             | 16,7             | 17,8             | 17,2             | 19,4             | 19,4             | 19,4             | 16,7             |
| Норма опадів, мм        | 368.3            | 322.6            | 297.2            | 279.4            | 269.2            | 149.9            | 165.1            | 160              | 193              | 256.5            | 287              | 368.3            | 3114             |
| Днів з опадами          | 23,9             | 21,4             | 23,8             | 22,1             | 20,1             | 18,4             | 19,3             | 17,8             | 17,9             | 20,9             | 20,8             | 23,1             | 249,5            |
| Днів з дощем            | 25               | 22               | 23               | 22               | 21               | 19               | 19               | 18               | 17               | 22               | 21               | 23               | 250              |
| ----------------------- | ---------------- | ---------------- | ---------------- | ---------------- | ---------------- | ---------------- | ---------------- | ---------------- | ---------------- | ---------------- | ---------------- | ---------------- | ---------------- |
| Джерело: Weatherbase    |                  |                  |                  |                  |                  |                  |                  |                  |                  |                  |                  |                  |                  |